# Alabi
Alabi, ook bekend als (Johannes) Arabi of Araby (circa 1743 – 1820), was een granman van de Saramaccaners, een stam van Marrons in Suriname.

## Biografie
Alabi werd geboren omstreeks 1743 in Munyawoyokiiki aan de Boven-Surinamerivier. Hij was een Yoruba, dus van West-Afrikaanse afkomst. 
Sedert 1762 had de koloniale overheid een vredesovereenkomst met de Saramaccaners. Op grond daarvan dienden de Saramaccaners de overheid  te helpen in de strijd tegen marrongroepen die plantages aanvielen. In 1767 hadden de Matawai een aanval gepleegd op een plantage in Para. Bij een vergeldingsaanval van de overheid gesteund door Alabi's vader, granman Abini, kwam laatstgenoemde om het leven. De stamoudsten haalden Alabi echter over geen wraak te nemen op de Matawai, daar hij eens volgende granman zou kunnen worden. 
Zendelingen van de Moravische kerk leerden Alabi lezen en schrijven; hij hielp hen omgekeerd bij de ontwikkeling van een Saramaccaans-Duits woordenboek. In 1771 werd Alabi door Christoph Kersten christelijk gedoopt en vanaf dan Johannes Alabi genoemd. In 1783 werd Alabi verkozen tot granman van zijn stam. Hij stierf in 1820. 
Naar hem werd in Paramaribo de Arabistraat genoemd.